# Výroba
Výroba je činnost, kde dochází k přeměně vstupů na výstupy. Základním předpokladem jsou výrobní zdroje (činitele). Jsou to vstupy do výroby. Vstupy se přeměňují výrobním procesem a mění se ve výstupy (statky, služby). Za statky jsou označovány fyzické komodity (produkty vyráběné pro spotřebu či směnu) a služby jsou úkony, které uspokojují existující poptávku. Tudíž dochází k transformaci výrobních faktorů na statky či služby.
Výroba je hlavní složkou hospodářského procesu, neboť rozdělit a přerozdělit můžeme jen to, co se vyrobilo. Součástí výroby je také výrobní spotřeba.

## Výrobní stupně
- prvovýroba – zemědělská a lesní, těžba nerostů
- průmyslová výroba
- služby – obchod, doprava, veřejná správa

## Výrobní faktory
Elementární výrobní faktory se skládají ze základních prepozic, potřebných k danému druhu výroby. Dělí se na několik kategorií:
1. Práce: jakákoliv ekonomicky zaměřená (manuální či duševní) činnost:
  - kdy jejím výsledkem jsou statky a služby, které uspokojují naše potřeby
  - která je zdrojem našeho příjmu (mzda). Za tento výrobní faktor se považuje pracovní síla, tedy lidé.
2. Půda: souhrn všech součástí přírodního prostředí. Tento výrobní faktor je ale nepřenosný a nerozmnožitelný. Půda se rozděluje na:
  - zemědělská (pěstitelský základ) – půda se využívá k pěstování plodin a chovu zvířat, alternativnímu hospodářství, výrobě bioenergie, zalesnění, sportovní, rekreačním a turistickým účelům
  - stavební (půda jako staveniště) – půda se využívá jako prostor pro stavbu budov či pro různé výstavby
  - nerostné suroviny (půda jako stanoviště) – využívá se pro těžební a zpracovatelský průmysl, který svojí činností poskytuje suroviny pro další průmyslová odvětví. Nejčastěji jde o těžbu uhlí, ropy, železné rudy, kamenu, štěrku aj.
3. Kapitál: vzniká jako výsledek lidské pracovní činnosti. Tvoří ho kapitálové statky, které vznikly z předcházejících výrobních aktivit, které nejsou určeny pro přímou spotřebu, ale na náhradu či rozšíření výrobních kapacit, které budou využity při budoucí výrobě.
4. Lidský kapitál: lidská činnost; množství pracovní síly, její kvalita a v neposlední řadě také kvalifikace. Ale také management podniku (jeho řízení a organizace), informace a znalosti.

Naproti tomu dispoziční faktory kombinují předchozí elementární faktory a jsou jimi například plánování, samotný proces výroby, kontrola, propagace a odbyt.
Poměr cena výroby a cena výrobku se v ideálním případě blíží dvěma.[zdroj?]

## Vývoj výroby
Při pohledu na historický vývoj můžeme výrobu rozdělit do čtyř stádií. Jejich časové oddělení není ostré a pří přechodu do druhého vždy ještě dlouhou dobu souběžně probíhalo i první stádium. V dnešní době se ve světě vyskytují poslední tři stádia, ve vyspělých ekonomikách pak především poslední dvě.
- Individuální výroba – každý člověk si sám zajistil materiál, výrobek vyrobil i spotřebovával, tzn. sám zastával všechny fáze výrobního procesu. Vyráběl produkty k uspokojení vlastních potřeb, případně ke směně, kdy i směnu zajišťoval sám. Jedná se o stádium zabírající nejdelší časový úsek.

- Řemeslná výroba – je charakterizována sdružováním lidí ve výrobním procesu. Vyrábí se v řemeslných dílnách, dochází k dělbě práce a k specializaci. V této fázi začíná převládat výroba produktů určených pro směnu.
- Průmyslová výroba – započala v zemích s nejrozvinutější ekonomikou a obchodem – Velké Británii a Nizozemsku. Souvisí to s geografickými podmínkami – spojením s mořem a dopravními cestami. Již v 16. století se v některých oborech v těchto zemích převedla výroba na průmyslový způsob. V průběhu 19. století byly potom výrobní procesy přeorganizovány na průmyslové linky a typickou pásovou výrobu. Výroba v manufakturách tak byla přenesena do továren dnešního typu. S průmyslovou výrobou jsou spjata také významná jména:
  - Frederick Winslow Tailor – zavedení normování práce a úkolového řízení
  - Henry Ford – zavedení pásové výroby
  - v Česku potom rodina Baťů, bratři Kleinové nebo Vojtěch Albert Lanna
- Pružná výroba – je charakterizována budováním pružných výrobních systémů. Zatímco průmyslové stadium zajišťuje hromadnou výrobu převážně v jednoduchém sortimentu pro anonymního zákazníka, pružné výrobní systémy se vracejí k zakázkové výrobě, byť v hromadném množství, zato však v širokém sortimentu. Tato etapa je spojena s bouřlivým rozvojem techniky a technologií, koncipování pružných výrobních systémů s využitím automatizace, robotizace a informačních systémů.

## Výrobní proces
Funkcí výrobního procesu je tvorba užitkových hodnot a představuje hlavní činnost podniku.
Základní aspekty výrobního podniku jsou:
- Výrobní program
- Složitost výrobků
- Účast přírody, člověka a techniky
- Použitá technologie
- Skladba výrobků
- Způsob a míra opakovatelnosti výroby

### Struktura výrobního procesu
Při zkoumání výrobního procesu, jeho plánováni nebo optimalizaci často záleží na tom, na který aspekt výroby se konkrétně zaměřujeme.
Rozlišujeme tři hlediska zkoumání výrobního procesu:
- věcné
- časové
- prostorové

Z věcného hlediska se může jednat o:
- výrobní profil – je určen výrobními kapacitami podniku, které udávají jaký typ výrobků je v možnostech podniku vyrobit

- výrobní program – konkrétní výrobky, které podnik vyrábí a nabízí na trhu. Výrobní program musí být v podmínkách tržní ekonomiky sestavován zejména na základě výsledků průzkumů trhu, a tedy aby vyhovoval požadavkům zákazníků. Rozhodování o výrobním programu firmy patří do celkové strategie podniku. Management výroby je pak odpovědný za soulad mezi obchodní strategií a výrobním programem firmy.

Časové hledisko řeší následující faktory řízení výroby:
- časové uspořádaní – stanovení časové posloupnosti operací a termíny jejich realizací
- průběžné doby výroby – plánovaná doba určená na uskutečnění určité části výrobního procesu
- využití výrobních kapacit – ekonomicky racionálním cílem je úplné využití kapacit, které jsou k dispozici
- směnnosti – aspekt, který určuje v kolika směnách pracovního dne je výrobní proces dokončen
- prostoje pracovišť – jakékoliv časové intervaly, během kterých pracoviště nepracují. Nejčastějšími příčinami prostojů jsou nedostatečné plánováni výroby, z organizačních nebo z kapacitních důvodů.
- nedokončené výroby – jsou měřené peněžním vyjádřením hodnoty zdrojů, které jsou vázané v nedokončené výrobě. Cílem je minimalizace nedokončené výroby při zachování určité výšky jejich rezerv.

Hledisko prostorového uspořádání výrobního procesu:
V souvislosti s prostorem a organizací výrobního procesu je potřeba zmínit dva příbuzné aspekty řízení výroby:
- Materiálové toky

- Uspořádání pracovišť 
  - s pevnou pozicí výrobku (fixed position) – transformující výrobní zdroje (zařízení) jsou přesouvané dle potřeby na místo výroby, transformované výrobní zdroje (materiál) se nepohybují
  - technologické uspořádání pracovišť (process layout) – vytváření skupin podobných pracovišť, které nejsou seřazené podle technologických postupů a rozpracované výrobky se pohybují mezi nimi
  - buňkové uspořádání (cell layout) – pracoviště jsou seskupeny do skupin) a jednotlivé části výrobního procesu jsou uskutečňovány na jednom místě
  - předmětné uspořádání (product layout) – pracoviště jsou seskupeny účelově z hlediska technologického postupu výroby, aby se nedokončené výrobky přesouvaly co nejméně[6]

## Řízení výroby a jeho cíle
Řízení výroby se zaměřuje na dosažení optimálního fungování výrobních systémů s ohledem na vytyčené cíle. Výrobní systém tak zahrnuje všechny činitele účastnící se procesu výroby: provozní prostory, nezbytná technická zařízení, suroviny, polotovary, energie, informace, pracovníky podílející se na výrobě, rozpracované a hotové výrobky a odpady.
V řízení výroby se jedná o věcné, prostorové a časové sladění činitelů účastnících se výrobních procesů či výrobní procesy ovlivňujících: pracovníků podílejících se na výrobě, provozních prostor, nezbytných výrobních a dopravních zařízení, surovin, energií, polotovarů, rozpracovaných výrobků, finančních prostředků, informací a v neposlední řadě i odpadů.

### Cíle řízení výroby
Cílem se v ekonomii rozumí stav, kterého má být v budoucnu dosaženo. Vedle všeobecných cílů firmy by měly být definovány i cíle specifické pro jednotlivé oblasti její činnosti: pro vývoj výrobků, výrobu a její kvalitu, marketing a prodej, finance, personální rozvoj, řízení, využití informačních technologií atd.
Podle úrovně řízení můžeme cíle dělit na strategické, taktické a operativní. Podle časového horizontu pak na dlouhodobé, střednědobé a krátkodobé cíle.
Mezi základní cíle řízení výroby patří:
- Zabezpečit výrobu výrobků (služeb) vysoké technicko-ekonomické úrovně a kvality v souladu s požadavky zákazníků

- Včas provádět výrobkové a technologické inovace
- Zabezpečit vysokou pružnost výroby na základě automatizace hmotně-energetických a informačních procesů
- Zdokonalovat informační systémy řízení výrob
- Optimalizovat spotřebu výrobních činitelů a snižovat náklady
- Zkracovat průběžnou dobu přípravy výroby a výroby výrobků
- Snižovat výrobní zásoby a zásoby rozpracované výroby
- Integrovat úsilí všech pracovníků při dosahování co nejlepších výsledků výroby

## Typy výroby

### Z hlediska příslušnosti k výrobnímu oboru
- hlavní výroba – souhrn operací, které mění složení, jakost surovin a materiálů a které přímo vstupují do výroby. Výrobní proces v souladu s výrobním plánem podniku.
- vedlejší výroba – zabezpečuje všechny druhy energií, například výroba elektrické energie.
- pomocná výroba – zabezpečuje výrobu výrobků a realizaci procesů potřebných pro hlavní výrobu (údržbářské práce).
- přidružená výroba – realizace výroby bezprostředně nesouvisející s výrobním plánem podniku.[8][nedostupný zdroj]

### Z hlediska rozsahu sortimentu a objemu výroby
- hromadná výroba – převládá výroba jednoho a nebo malého počtu výrobků, které se vyrábějí ve velkém množství. Je charakteristická vysoká míra opakovatelnosti, stálost výrobního programu, využívání speciálních zařízeních. Dále je typická dělba práce (vysoká specializace pracovníků), vysoká úroveň technické přípravy výroby, vysoká úroveň organizace práce, vysoký stupeň mechanizace a automatizované výroby, což umožňuje uplatňování progresivních technologií.
- kusová výroba – pro tuto výrobu je charakteristické neopakovatelnost výrobního procesu, časté střídání pracovních postupů. Většinou se každý výrobek od sebe odlišuje, a proto vyžaduje samostatnou přípravu. Je potřeba vysokého stupně kvalifikace pracovníků. Nevýhodou mohou být vysoké náklady spojené se skladováním a neefektivní využití výrobních zařízení.
- sériová výroba – zhotovování několika výrobků za sebou v omezeném počtu (sérií) na stejných, či různých zařízeních. Sériová výroba se v podniku využívá nejčastěji a je pro ni typické použití standardizovaných výrobních postupů. Dělí se na:
  - malosériová výroba
  - velkosériová výroba

### Z hlediska vnitropodnikové logistiky
- Zakázková výroba (≈ kusová výroba),
- linková výroba,
- kontinuální (proudová) výroba.[9]

### Z hlediska odběru produkce
- Výroba na sklad (make to stock) – jde o vytváření skladových zásob na základě predikce očekávaných objednávek. Tímto způsobem je vytvářena většina produktů např. elektronika, chladnička, pračka, knihy, konzervované potraviny, osobní automobily.[10]
- Výroba na zakázku (production to order) – je realizována, aby uspokojila specifickou potřebu zákazníka. Postup je využíván při výrobě zboží, které má vysoké náklady na skladování. K těmto produktům například patří dopravní prostředky (autobusy, letadla), či strojní zařízení.
- Montáž na zakázku (assembly to order) – kombinuje výrobu na zakázku a výrobu na sklad. Konečný produkt je kompletován podle specifických objednávek z komponent, které jsou vyrobeny na sklad. Typickým produktem, který je montován na zakázku, je stolní počítač.
- Inženýrská práce na zakázku (engineer to order) – při převzetí objednávky od zákazníka, není zakázka přesně technicky specifikována. Zákazník má pouze představu, o tom jak daný produkt bude vypadat. Realizace práce začíná návrhem řešení a vyjasněním podoby produktu ze strany zákazníka. Tato výroba je velice zdlouhavá, a proto firma dokáže uskutečnit jen řádově desítku těchto projektů ročně.